# Blondelia angusticornis
Blondelia angusticornis är en tvåvingeart som beskrevs av Herting 1987. Blondelia angusticornis ingår i släktet Blondelia och familjen parasitflugor.
Artens utbredningsområde är Turkiet. Inga underarter finns listade i Catalogue of Life.